# Hakusan, Ishikawa
Hakusan (白山市 (Bạch Sơn thị) Hakusan-shi) là một thành phố thuộc tỉnh Ishikawa, Nhật Bản.